# Pacote de trabalho
Como em um plano de projeto em miniatura, um pacote de trabalho ou work package é um subconjunto de um projeto que pode ser designado para uma parte especifica da execução. Devido a esta semelhança, pacotes de trabalho são frequentemente confundidos com projetos.
Similar a uma EAP, um pacote de trabalho é parte de uma Estrutura Analítica do projeto, representando um conjunto de trabalhos necessário para criar um resultado específico.
O Pacote de trabalho é definido por breves enunciados de:
- Descrição das atividades
- Atividades dos recursos por habilidade.
- Programação de atividades,
- Riscos das atividades.
- Orçamentação das atividades.

Os pacotes de trabalho são designados por uma autorização de trabalho ou liberação de controle.